# Sous-vêtements longs
 (mars 2014).
Si vous disposez d'ouvrages ou d'articles de référence ou si vous connaissez des sites web de qualité traitant du thème abordé ici, merci de compléter l'article en donnant les références utiles à sa vérifiabilité et en les liant à la section « Notes et références ».

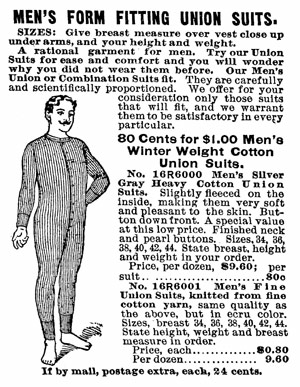
Une combinaison dans le catalogue de Sears en 1902.

Les sous-vêtements longs sont des sous-vêtements à jambes longues et à manches longues qui couvrent tout le corps. Ils sont habituellement portés par temps froid.

## Description
Le bas est un caleçon long, et peut être comparé à un collant sans pied ou un leggings. Le haut est un « maillot à manches longues » et est comparable à un tee-shirt à manches longues. Ils peuvent être fabriqués en coton, en polyester ou dans des matériaux plus modernes (élasthane).

## Historique
Les premiers sous-vêtements longs ont d'abord été en une seule pièce, que l'on peut appeler « combinaison à manches longues » ou « caleçon-combinaison » (en anglais (en) Union suit). Ils ont ensuite été supplantés par des sous-vêtements longs en deux pièces, dont l'avantage est de permettre de ne porter que le haut ou le bas, selon les conditions de températures et les autres vêtements portés.